# Dysgnathia fulvinigra
Dysgnathia fulvinigra là một loài bướm đêm trong họ Noctuidae.